# Лењинов маузолеј
Лењинов маузолеј (рус. Мавзолей Ленина) такође познат као Лењинова гробница, налази се на Црвеном тргу у Москви. Ту је изложено балзамовано тело лидера октобарске револуције након његове смрти 1924. године.